# 科倫奧克
51°47′48″N 34°18′49″E / 51.79667°N 34.31361°E
科倫奧克（烏克蘭語：Кореньок）是位於烏克蘭東北部的村莊，由蘇梅州紹斯特卡區的埃斯曼市鎮負責管轄。該村處於洛克尼亞河左岸，分別距離小斯洛比德卡2.5公里和烏拉諾韋3.5公里，海拔高度184米。